# 嫡子教会と廃嫡者の教会
嫡子教会と廃嫡者の教会（ちゃくしきょうかおとはいちゃくしゃのきょうかい、英: The Inherited church, The Disinherited Church）は、H・リチャード・ニーバーの説。
嫡子教会とは、社会から政治的、経済的恩恵を受けている教会。廃嫡者の教会とは、受けていない教会である。
ニーバーが嫡子教会としてあげているのは、ローマ・カトリック教会、正教会、イングランド国教会、米国聖公会、ルーテル教会、改革派教会などである。
廃嫡者の教会とは、初代教会（コリントの信徒への手紙一 2:16）から3世紀までの教会、ピューリタン、フレンド派、ホーリネス教会、救世軍、バプテスト教会などである。
大川修平牧師はペンテコステ派、ナザレン教団、ホーリネス教団、バプテスト教団も廃嫡者教会から始まったとしている。ペンテコステ派の指導者ウィリアム・シーモアは黒人奴隷の子どもであり、これらの教会に集った者は、労働者、貧民、無教育な下層階級であった。
東京神学大学出身の日本基督教団牧師は、日本基督教団は上流階級に伝道し、救世軍とペンテコステ派は下層民に伝道すればよいと主張したが、大川は現代のペンテコステ派は社会的地位が向上し、学問的にも発展したと指摘している。